# Албанська література

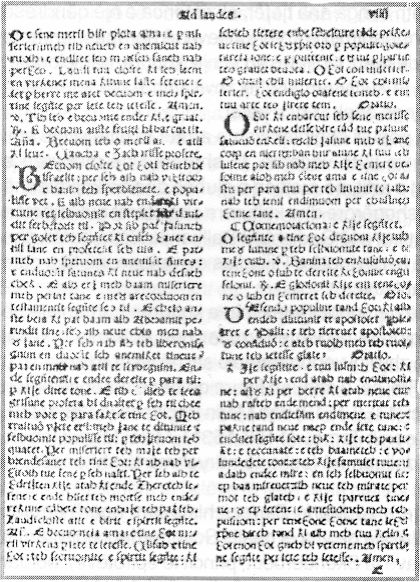
Міссал у перекладі Джона Бузуку (близько 1555), перша друкована книга в Албанії

Албанська література — література, написана албанською мовою. Може також охоплювати літературу, написану албанцями або в Албанії.
Під час османського панування (з 1500-х років до початку 1900-х років) на албанську літературу значно впливали турецькі та грецькі православні перекази і міфи. Різні історії передавались з покоління у покоління у вигляді героїчних поем, легенд та історій. Це усна традиція допомогла рідній мові і національній ідентичності.
Найстаріший письмовий документ албанською мовою сходить до 1462 року. У кінці 1800-х років, у часи Османської імперії, брати Наїм і Самі Фрашері стали одними з лідерів Албанського національного відродження. Цей націоналістичний рух надихав багатьох авторів протягом десятиліть, таких, як поета Джерджі Фішту. Іншим відомим національним письменником був православний єпископ Фан Нолі, який став лідером країни у 1920-х (він також був відомим перекладачем).
Під час комуністичного режиму була сувора цензура, лише декілька тем були вільні для обговорення, і, як наслідок, це душило літературне життя країни. З падінням однопартійної системи література звільнилась від цензури, продовжуючи розвиватись. Найвідомішим сучасним письменником Албанії є кількаразовий кандидат на Нобелівську премію з літератури Ісмаїл Кадаре.

## Видання перекладів українською
- На верхів’ї часу : поезія / Єтон Келменді ; упоряд. Анна Багряна ; пер. з албан. Анни Багряної. – Луцьк : ПВД «Твердиня», 2012. – 40 с. – Серія «Сучасна балканська поезія».